# Paimann’s Filmlisten

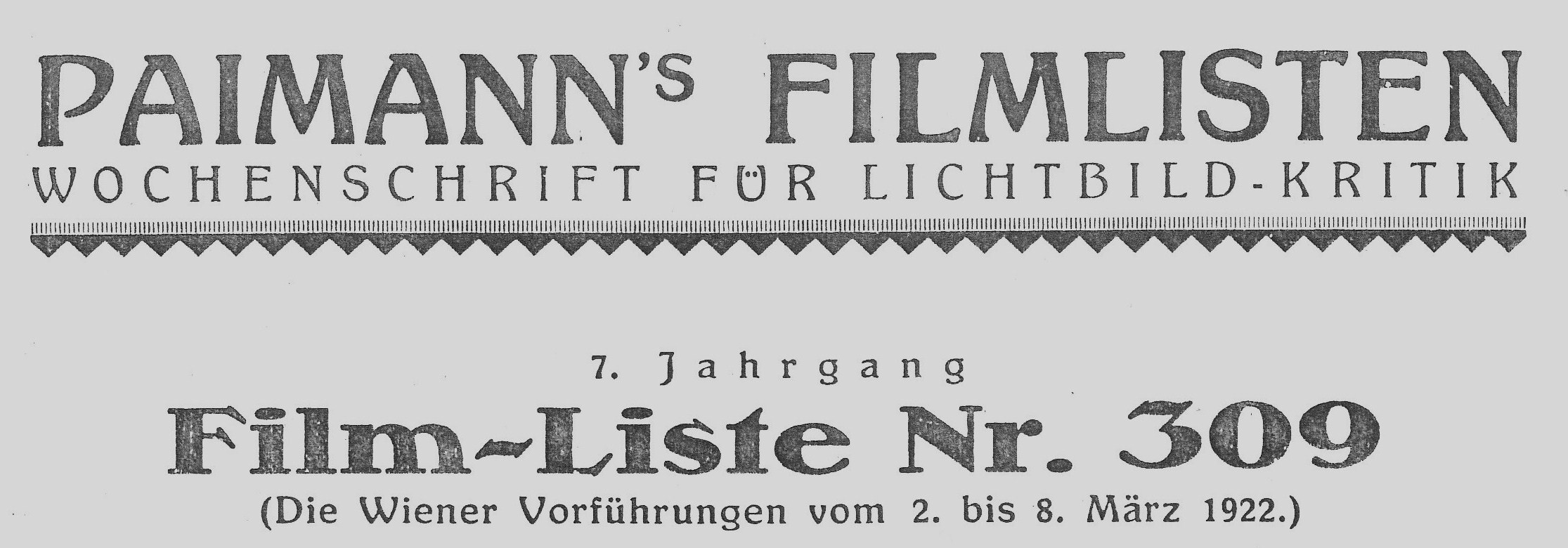
Kopf der Zeitschrift, 1922

Paimann’s Filmlisten war ein von Franz Paimann (1847–1921) initiiertes und die ersten fünf Jahre auch von ihm herausgegebenes, wöchentlich erscheinendes Filmprogramm, in dem bis 1965 in lexikalischer Form Kritiken sämtlicher in Österreich angelaufener Filme aufgelistet wurden. Da die österreichische Filmproduktion und der Verleihmarkt nur unzureichend überliefert sind, sind Paimann’s Filmlisten für die österreichische Filmwissenschaft von enormer Bedeutung.

## Geschichte

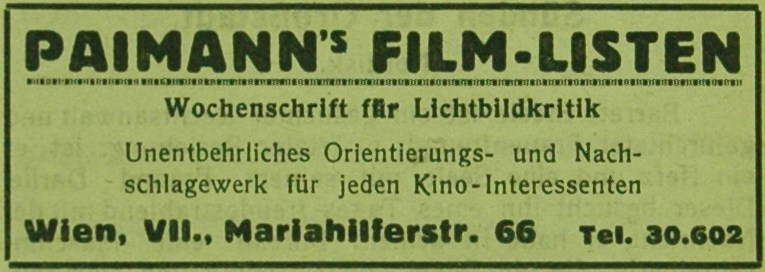
Inserat der Zeitschrift, 1922

Die erste Ausgabe von Paimann’s Filmlisten erschien 1916, damals noch in Briefform. Gründer war Franz Paimann, ein pensionierter Kuranstaltsverwalter im bosnischen Jajce, der bis zum Sommer 1920 auch Redakteur der Filmlisten war. Wöchentlich gingen diese Filmlisten an interessierte Kinobesitzer in Österreich, vor allem in der Provinz erreichten sie einen hohen Stellenwert, gelangte man ja dort nur schwer an unabhängige Informationen zu Filmen. Die Filmlisten beinhalteten Inhaltsangaben und kurze Kritiken zu sämtlichen Filmen, die in der jeweiligen Woche von Filmverleihern in Österreich neu angeboten wurden.
Als Franz Paimann im Sommer 1920 an Lungenentzündung erkrankte und am 26. Jänner 1921 starb, übernahm sein Stellvertreter Joseph Eduard Bernard, der vormals Theaterassistent in Wiener Neustadt gewesen war, die Leitung der Filmlisten, die von nun an als Abonnenten-Zeitschrift erschienen. Im März 1923 erwarb er die restlichen Anteile am Unternehmen von Paimanns Tochter, Karoline Paimann, und führte die Listen im selben Stil weiter.
Durch den Anspruch, neu erscheinende Filme kritisch zu begutachten, um Kinobesitzern neben Werbung und abhängigen Informationen aus den übrigen Filmzeitschriften eine unabhängige Informationsmöglichkeit zu bieten, machte sich Paimann bei der Film- und Kinoindustrie, die hinter den meisten übrigen Filmzeitschriften stand, äußerst unbeliebt. Diese Konkurrenzmedien waren in den 1920er-Jahren insbesondere Der Filmbote (1918–1926, in Besitz des Bundes österreichischer Kino-Industrieller) oder Das Kino-Journal (1920–1939, in Besitz des Bundes österreichischer Lichtspiel-Theater). In Zeitschriften wie diesen wurden alle besprochenen Filme nur positiv bewertet, zumeist unter maßloser Einfügung von Superlativen (Bernard nannte dies „das so beliebte System der Ankündigungen in Superlativen, denen in entgegengesetzter Richtung sich bewegende Qualitäten gegenüberstehen.“) Die Auswahl der besprochenen Filme hing wiederum sehr stark vom Inseratengeschäft ab, ein Großteil dieser Zeitschriften bestand aus teils ganz- oder mehrseitigen Inseraten, während Paimann’s Filmlisten lediglich durch seine Abonnenten finanziert wurde. Nur selten konnten sich auch Filmzeitschriften wie Die Filmwelt (1921–1925, in Besitz des Reichsbundes der Kinofreunde Österreichs bzw. des Verlags Universale) behaupten, die zumindest ansatzweise auch kritische Töne bei der Bewertung von neuen Filmen finden konnte.
Mit allen denkbaren Mitteln versuchte insbesondere der Bund österreichischer Kino-Industrieller, häufig flankiert vom Bund österreichischer Lichtspieltheater, Paimann’s Filmlisten aus dem Verkehr zu ziehen (auch Tageszeitungen, die zu Beginn der 1920er-Jahre Film-Kritiken einführten, wurden heftig kritisiert und attackiert, jedoch waren Paimann’s Filmlisten, gemessen an Häufigkeit und Intensität der Attacken, das primäre, da wohl am ehesten vernichtbare, Ziel). Die Kritiken von Paimann bzw. Bernard wurden als Geschäftsschädigung gesehen, der Film als reine Ware begriffen. Nachdem verbale Angriffe und Verunglimpfungen scheinbar erfolglos geblieben waren, rief der Bund österreichischer Kino-Industrieller 1923 über sein offizielles Organ, den Filmboten, zum Boykott von Paimann’s Filmlisten auf. Dieser Aufruf erschien unter der Überschrift „Parasiten“ und enthielt unter anderem folgende Feststellung: „Einen solchen Parasiten hat auch die Filmbranche: Es ist die Filmkritik.“ Nach Ansicht der Kino-Industriellen sei objektive Filmkritik nicht möglich und Filmkritik daher generell abzulehnen, da sie letztlich den Filmproduzenten und -verleihern im Falle schlechter Kritiken „Millionen kosten“ kann, während dem Filmkritiker keine Risiken drohen. Daher sei die „Pest der gewerbsmäßigen Filmkritik auszurotten“. Im Zuge dieser Auseinandersetzungen bezog Bernard wiederholt Stellung für „die freie Filmkritik“ und den „Film als Kunstprodukt“ und stellte dem Anspruch der Filmproduzenten, den Film als Ware zu verstehen, die „höchst unangenehme[n] Konsequenzen“ dieser Logik gegenüber, nämlich dass ein Kunde das Recht habe, eine Ware zurückzugeben, wenn sie nicht den versprochenen Erwartungen gerecht würde. Diese Auseinandersetzungen setzten sich, aufgrund von Diffamierungen und Beleidigungen seitens des Filmboten bzw. dessen Nachfolger, Österreichische Film-Zeitung, teils vor Gericht, noch viele Jahre weiter fort.
Das Erscheinen von Paimann’s Filmlisten wurde im März 1943 aufgrund von Rohstoffmangel vorübergehend eingestellt – die Filmlisten dürften zumindest zeitweise in Briefform weiterhin an die Abonnenten gegangen sein. Offiziell erschien die Zeitschrift wieder am 7. Februar 1946.
Die Wienbibliothek im Rathaus hat vor einiger Zeit mit der Erstellung eines Generalregisters begonnen, das nun bis einschließlich Jahrgang 1931 vorliegt.

## Inhalt und Bewertungsschema
Jede Filmbeschreibung enthält Angaben zu Hersteller, Verleihfirma, Genre, Länge, voraussichtliche Erstaufführung, Zensurergebnis sowie kurze Inhaltsangaben und Bewertungen.
Die Filme wurden bis Herbst 1918 mit römischen Ziffern „benotet“, danach setzte sich ein differenzierteres System durch, das die zentralen Aspekte eines Films anhand von mit Adjektiven versehenen Schlagworten wie „Stoff“, „Photos“, „Spiel“ und „Szenerie“ beurteilte und schließlich ein Gesamturteil vorsah, das folgende Abstufungen erlaubte:
1. Schlager ersten Ranges
2. Schlager
3. ausgezeichnet
4. sehr gut
5. recht gut
6. gut

Ab Nr. 269 am 26. Mai 1921 wurde das Schema wie folgt umgestellt:
1. Schlager ersten Ranges
2. Schlager
3. Exclusiv-Bild
4. ausgezeichnet
5. sehr gut
6. mittelmäßig

Anmerkungen: Der Begriff „Schlager“ ist im Sinne von Kassenschlager zu verstehen, die Kategorie Exclusiv-Bild sollte für Filme von erstklassiger Qualität, die jedoch nicht unbedingt Kassenschlager zu sein versprechen, verwendet werden.